# 大寺義史
大寺 義史（おおてら よしふみ）は、日本の漫画家。

## 来歴
- 大高忍のアシスタント時代に、マギ シンドバッドの冒険の漫画担当を大高忍から抜擢される[1]。
- 2013年、マギのBlu-ray Disc / DVD 第1巻の完全生産限定版の特典として、『マギ シンドバッドの冒険』の描き下ろし漫画を執筆する。
- 現在は、『マギ シンドバッドの冒険』を『週刊少年サンデー』（小学館）2013年23号 - 30号まで短期連載した後、『裏サンデー』に移籍し同年9月18日より連載開始。2018年5月2日に全182話もって完結した。

## 作品リスト
- マギ シンドバッドの冒険（『週刊少年サンデー』2013年23号 - 30号 → 『裏サンデー』2013年9月18日 - 2018年5月2日、原作：大高忍、小学館、全19巻）
- シャドウニュート 再生能力で目指すS級最強！（『サイコミ』2020年3月23日 - 12月28日、脚本・演出：坂本裕次郎）
- スキル・ビルド・オンライン〜変態スナイパーによるMMORPG挑戦記〜（『月刊サンデーGX』2022年2月号 - 2024年7月号[2]、原作：立華凪）